# Золотарёв, Егор Иванович
Егор Иванович Золотарёв (31 марта (12 апреля) 1847, Санкт-Петербург — 7 (19) июля 1878, там же) — русский математик.

## Биография
Родился в Санкт-Петербурге 31 марта (12 апреля) 1847 года в купеческой семье Ивана Васильевича и Агафьи Изотовны Золотарёвых.
С 1857 года начал посещать занятия в 5-й Санкт-Петербургской гимназии, которую окончил в 1863 году. В том же году он стал свободным слушателем лекций на физико-математическом факультете Петербургского университета; ввиду своего юного возраста он ещё не мог стать студентом университета (до 1864 года). В числе его преподавателей были П. Л. Чебышёв и А. Н. Коркин, с которыми в дальнейшем была очень тесно связана научная карьера Золотарёва. В конце обучения, в ноябре 1867 года защитил кандидатскую диссертацию по теме «Об интегрировании уравнений волчка», а спустя 10 месяцев опубликовал сочинение «Об одном вопросе о наименьших величинах» — за это сочинение он был принят в Петербургский университет в должности приват-доцента.
Сначала читал лекции по дифференциальному исчислению, позже, начиная с лета 1871 года, лекции по интегральному исчислению.
В декабре 1869 года защитил магистерскую диссертацию по теме «О решении неопределённого уравнения третьей степени вида x³ + Ay³ + A²z³ — 3Axyz = 1». В 1872 году Золотарёв впервые совершил заграничную поездку. В Берлине посещал лекции Вейерштрасса, а в Гейдельберге лекции Кёнигсбергера.
В 1874 году защитил докторскую диссертацию «Теория целых комплексных чисел с приложением к интегральному исчислению». В этой работе была, в частности, решена поставленная ранее Чебышёвым задача о представлении выражений вида:
{\displaystyle \int {\frac {x+A}{\sqrt {x^{4}+ax^{3}+bx^{2}+cx+d}}}\,dx}
в логарифмической форме. Этот вопрос волновал Чебышёва с самых ранних этапов его научной деятельности, но он не мог решить его без применения эллиптических функций.
После получения степени доктора Золотарёв был назначен экстраординарным профессором, а в 1876 году избран адъюнктом в Санкт-Петербургскую Академию наук.
Дальнейшие результаты своих изысканий по теории комплексных чисел Золотарёв изложил в статье «Sur la théorie des nombres complexes». Она была напечатана в «Journal de Mathèmatiques pures et appliquèes» в 1880 году и отдана в редакцию этого журнала тремя годами раньше, во время поездки Золотарёва в Германию.
Во время загородной поездки 26 июня 1878 года на дачу попал под поезд на вокзале в Царском селе и умер от заражения крови 7 июля. Похоронен на Митрофаниевском кладбище.

## Научный вклад
Егор Иванович Золотарёв наиболее известен как автор одного из самых простых доказательств закона взаимности, см. также Лемма Золотарёва.
Электронные фильтры эллиптического типа часто называют фильтрами Золотарёва.